# Pierre Duvoisin

Pierre Duvoisin (1982)

Pierre Duvoisin (* 12. September 1938; heimatberechtigt in Orges) ist ein Schweizer Politiker (SP).
Zum 26. November 1979 wurde Duvoisin erstmals im Kanton Waadt in den Nationalrat gewählt und hatte dort bis zum 31. März 1982 Einsitz. Vom 10. März 1982 bis zum 20. März 1994 war er Staatsrat des Kantons Waadt. Zum 25. November 1991 wurde er erneut in die grosse Kammer gewählt und hatte dort während einer Legislaturperiode Einsitz bis zum 3. Dezember 1995. 